# Morton (Washington)
Pour les articles homonymes, voir Morton.
Morton est une ville du comté de Lewis, dans l'État de Washington, aux États-Unis.

## Histoire
Morton est fondée en 1871 par James Fletcher. Elle est baptisée en 1889 du nom de Levi Morton, vice-président de Benjamin Harrison,. La ville est officiellement enregistrée le 7 janvier 1913. Ses premières sources d’activité et de revenus incluent l’exploitation forestière, la récolte d’écorce de cascara, et l’exploitation minière du cinabre.